# Fenazolam
Il fenazolam è uno psicofarmaco appartenente alla categoria delle benzodiazepine che agisce come un potente farmaco sedativo e ipnotico. È stato inventato per la prima volta nei primi anni '80, ma non è mai stato sviluppato per uso medico. È stato venduto su Internet come designer drug, identificato per la prima volta in campioni sequestrati da un laboratorio in Svezia nel marzo 2016.